# El Obraje, Huixquilucan
El Obraje är en ort i Mexiko, tillhörande kommunen Huixquilucan i delstaten Mexiko. El Obraje ligger i den centrala delen av landet och tillhör Mexico Citys storstadsområde. Orten hade 422 invånare vid folkmätningen 2010.